# بيان راسل-أينشتاين

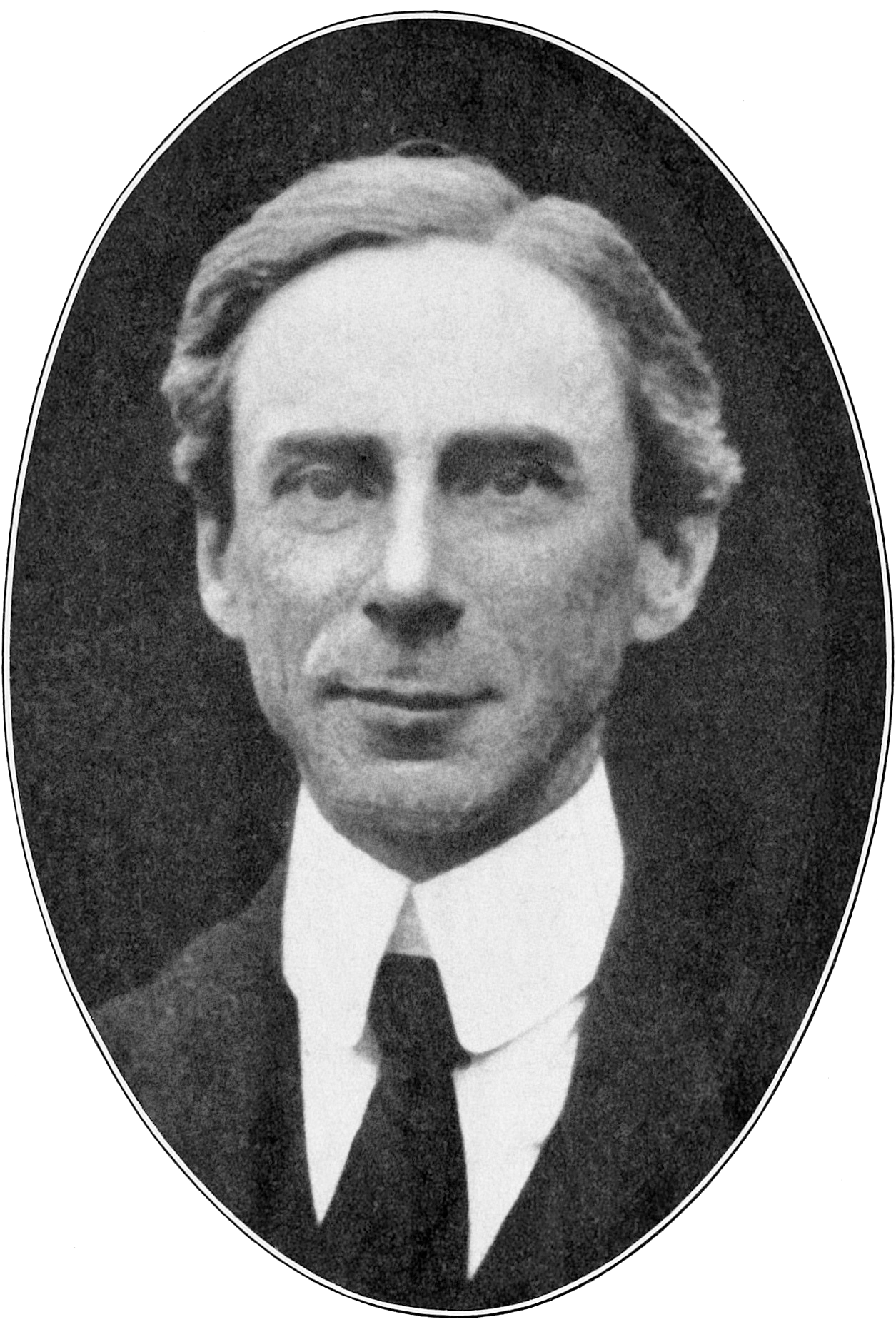

بيان راسل-أينشتاين هو بيان نشر في لندن في 9 يوليو 1955 من قبل بيرتراند راسل في خضم الحرب الباردة. يشير البيان إلى مخاطر الأسلحة النووية ويدعو قادة العالم لبحث حلول سلمية للنزاعات الدولية. وقع على البيان أحد عشر عالما ومفكرا أهمه ألبرت اينشتاين الذي وصلته مسودة بيان قبل أيام من وفاته من قبل برتراند راسل الذي يدعوه إلى التوقيع على البيان، في حالة موافقته على المحتوى. كان العالم الفيزيائي جوزيف روتبلت أصغر العلماء الذين وقعوا على البيان وهو حائز على جائزة نوبل للسلام في 1995 وقد ترأس مؤتمر باجواش للعلوم والشؤون الدولية لفترة طويلة.

## مصدر
1. 1 2  آينشتاين والقنبلة الذرية نسخة محفوظة 05 مارس 2016 على موقع واي باك مشين.